# China CITIC Bank
China CITIC Bank (forenklet kinesisk: 中信银行; traditionelt kinesisk: 中信銀行; pinyin: Zhōng Xìn Yínháng) (SSE: 601998; HKEX: 0998) er en kinesisk bank med hovedkvarter i Beijing. China CITIC Bank blev etableret af CITIC Group i 1987, som fortsat er majoritetsejer. Banken har ca. 1.400 filialer i Kina.